# Phalangium cristatum
Phalangium cristatum is een hooiwagen uit de familie echte hooiwagens (Phalangiidae).